# Campeonato Mundial de Remo Indoor
El Campeonato Mundial de Remo Indoor es la máxima competición internacional de remoergómetro. Es organizado anualmente desde por la Federación Internacional de Sociedades de Remo (FISA) desde 2018.

## Historia

Panorama durante la edición de 2020

En 2018, la Federación Internacional de Sociedades de Remo, junto a Concept2, USRowing y los organizadores de la prueba Erg Sprints, organizaron en Alexandria el primer campeonato del mundo. La Federación Internacional, tras ver éxito de la prueba de remoergómetro en los World Games del año anterior, decidió crear el campeonato, cambiando de ciudad anualmente. El total de participantes en la primera edición fue de 1536 deportistas, divididos en 48 categorías de veteranos, 4 de juniors, 4 sub-23, 98 para y 4 absolutas, en distancia de 2000 metros.
Para la segunda edición, la FISA organizó la prueba, nuevamente, junto a Concept2 y USRowing, además de los organizadores de la Asociación de Remo de Long Beach. La competición tuvo lugar en la Walter Pyramid, Long Beach. Se disputaron 52 categorías de veteranos, 2 de juniors, 4 sub-23, 6 para y 4 absolutas, en distancia de 2000 metros. El mismo día de la prueba también se celebró el Campeonato de Estados Unidos de Remo Indoor. Durante el evento se anunció que en 2020 el campeonato se celebraría en París con la ayuda de la Federación Francesa de Remo, celebrándose a la vez que sus campeonatos nacionales. Se disputaron 50 pruebas masculinas, 49 femeninas y 8 pruebas mixtas.

## Ediciones
| N.º | Año                         | Sede                          | País                          |
| --- | --------------------------- | ----------------------------- | ----------------------------- |
| I   | 17 y 18 de febrero de 2018  | Alexandria, Virginia          | Estados Unidos                |
| II  | 24 de febrero de 2019       | Long Beach, California        | Estados Unidos                |
| III | 7 y 8 de febrero de 2020    | París                         | Francia                       |
| IV  | 23 al 27 de febrero de 2021 | Evento celebrado virtualmente | Evento celebrado virtualmente |
| V   | 25 y 26 de febrero de 2022  | Evento celebrado virtualmente | Evento celebrado virtualmente |
| V   | 25 y 26 de febrero de 2023  | Toronto                       | Canadá                        |

## Palmarés

### Torneo masculino

#### Absolutos
| N.º | Año  | Oro                                       | Plata                                 | Bronce                                       |
| --- | ---- | ----------------------------------------- | ------------------------------------- | -------------------------------------------- |
| I   | 2018 | Jakub Podrazil (5:44.8) · República Checa | Joel Naukkarinen (5:53.5) · Finlandia | Thomas Phifer (5:54.1) Estados Unidos        |
| II  | 2019 | Oliver Zeidler (5:42.6) · Alemania        | Arne Landboe (5:47.5) Estados Unidos  | Alexander Richards (5:49.2) Estados Unidos   |
| III | 2020 | Alexander Vyazovkin (5:43.5) · Rusia      | Barnabe Delarze (5:45.2) · Suiza      | Matthieu Androdias (5:47.5) Francia          |
| IV  | 2021 | Ward Lemmelijn (5:42.2) · Bélgica         | Bartosz Zablocki (5:50.0) · Polonia   | Chirill Visit Chi-Sestakov (5:53.9) Moldavia |
| V   | 2022 | Ward Lemmelijn (5:41.7) · Bélgica         | Alexander Vyazovkin (5:42.5) · Rusia  | Joel Naukkarinen (5:46.1) · Finlandia        |

#### Peso ligero
| N.º | Año  | Oro                                     | Plata                                | Bronce                               |
| --- | ---- | --------------------------------------- | ------------------------------------ | ------------------------------------ |
| I   | 2018 | Artur Mikolajczewski (6:07.4) · Polonia | Matthias Taborsky (6:09.8) · Austria | Alistair Bond (6:10.6) Nueva Zelanda |
| II  | 2019 | Jason Osborne (6:07.5) · Alemania       | Martino Goretti (6:10.7) · Italia    | Alex Twist (6:19.2) Estados Unidos   |
| III | 2020 | Pierre Houin (6:06.5) Francia           | Thibault Colard (6:10.0) Francia     | Martino Goretti (6:11.8) · Italia    |
| IV  | 2021 | Florian Roller (6:09.4) · Alemania      | Martino Goretti (6:10.7) · Italia    | Boudina Sid Ali (6:12.3) Argelia     |
| V   | 2022 | Florian Roller (6:07.6) · Alemania      | Boudina Sid Ali (6:13.0) Argelia     | Ahmet Rapi (6:13.9) · Suecia         |

### Torneo femenino

#### Absolutas
| N.º | Año  | Oro                                   | Plata                                 | Bronce                                    |
| --- | ---- | ------------------------------------- | ------------------------------------- | ----------------------------------------- |
| I   | 2018 | Olena Buryak (6:26.1) · Ucrania       | Luisa Neerschulte (6:55.0) · Alemania | Rui Ju (6:59.4) China                     |
| II  | 2019 | Olena Buryak (6:25.6) · Ucrania       | Brooke Mooney (6:30.8) Estados Unidos | Tracy Eisser (6:33.7) Estados Unidos      |
| III | 2020 | Olena Buryak (6:31.7) · Ucrania       | Helene Lefebvre (6:46.6) Francia      | Elodie Ravera (6:47.4) Francia            |
| IV  | 2021 | Kirsten Kline (6:45.8) Estados Unidos | Sophie Souwer (6:49.0) · Países Bajos | Marilou Duvernay Tardif (6:54.7) · Canadá |
| V   | 2022 | Zhang Peixin (6:43.4) China           | Lv Yang (6:47.1) China                | Olena Buryak · Ucrania                    |

#### Peso ligero
| N.º | Año  | Oro                                       | Plata                                    | Bronce                                 |
| --- | ---- | ----------------------------------------- | ---------------------------------------- | -------------------------------------- |
| I   | 2018 | Christine Cavallo (6:54.1) Estados Unidos | Emily Schmieg (7:16.1) Estados Unidos    | Kathryn Schiro (7:20.1) Estados Unidos |
| II  | 2019 | Justine Reston (7:28.0) Reino Unido       | Katelin Guregian (8:07.7) Estados Unidos | Toni Harding (8:19.2) Reino Unido      |
| III | 2020 | Laura Tarantola (7:07.3) Francia          | Marie Margot Joannes (7:22.2) Francia    | Jilly Tovey (7:25.5) Reino Unido       |
| IV  | 2021 | Klaudia Pankratiew (7:09.8) · Polonia     | Olga Svirska (7:10.4) Letonia            | Krimi Khadija (7:12.0) Túnez           |
| V   | 2022 | Min Yang (7:06.9) China                   | Jiaqi Zou (7:08.7) China                 | Lai Weijuan (7:10.6) China             |